# Melecjusz (Jakimow)

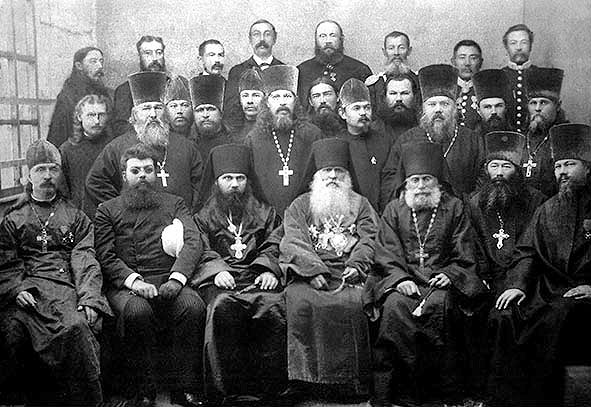
Biskup Melecjusz (Jakimow) z duchowieństwem eparchii jakuckiej

Melecjusz, imię świeckie Michaił Jakimow (ur. 17 października?/29 października 1835 w Niemie, zm. 2 stycznia?/14 stycznia 1900 w Riazaniu) – prawosławny biskup selengiński, następnie jakucki oraz riazański, organizator działalności misyjnej Rosyjskiego Kościoła Prawosławnego wśród rdzennych ludów Syberii. Święty prawosławny.

## Życiorys
Urodził się w rodzinie kapłana prawosławnego, który zmarł, gdy Michaił Jakimow miał dwa lata. W 1856 ukończył seminarium duchowne w Wiatce i wstąpił do Tryfonowskiego Monasteru Zaśnięcia Matki Bożej w tym samym mieście. W klasztorze, jeszcze jako posłusznik, a następnie riasoforny brat wykonywał zadania bibliotekarza i nauczyciela historii biblijnej oraz śpiewu w szkole duchownej w Wiatce. W 1858 rozpoczął wyższe studia teologiczne w Kazańskiej Akademii Duchownej. W Kazaniu złożył 1 lutego 1859 śluby mnisze z imieniem Melecjusz, zaś 16 marca 1859 przyjął święcenia na hierodiakona. Będąc na IV roku studiów, hierodiakon Melecjusz został z nich relegowany za współudział w odprawieniu panichidy za chłopów ze wsi Bezdna w guberni kazańskiej, zabitych w czasie tłumienia ich buntu. Z tego samego powodu mnich został skierowany do monasteru Przemienienia Pańskiego położonego nad Bajkałem, gdzie miał pełnić obowiązki kapelana 3 brygady konnej Zabajkalskiego pułku kozaków oraz prowadzić pracę misyjną wśród ludności Buriacji. 30 grudnia 1859 przyjął święcenia kapłańskie. 30 czerwca 1865 otrzymał tytuł naukowy kandydata nauk teologicznych. 
Między rokiem 1862 i 1867, prowadząc pracę misyjną w grupie złożonej z dwóch mnichów i posłusznika ochrzcił ponad 500 osób. W sierpniu 1873 wyznaczony na naczelnika rosyjskiej misji prawosławnej z siedzibą w Irkucku i przełożonego Pustelni Niłowskiej. Od 1874 archimandryta. W okresie kierowania przez niego misją rosyjscy duchowni prawosławni ochrzcili ponad 11 tys. osób.
W 1878 miała miejsce jego chirotonia na biskupa selengińskiego, wikariusza eparchii irkuckiej. Godność tę łączył ze stanowiskiem naczelnika Misji Zabajkalskiej, w której kontynuował swoją dotychczasową działalność, głównie wśród żyjących na Zabajkalu wyznawców buddyzmu. Do 1889, gdy został biskupem jakuckim, ochrzcił ok. 4000 osób. 
W latach 1889–1896 był biskupem jakuckim, następnie do swojej śmierci w 1900 – biskupem riazańskim. Został pochowany w soborze św. Michała Archanioła na Kremlu riazańskim. W publikacjach Rosyjskiego Kościoła Prawosławnego określany jako „oświeciciel Syberii” i „apostoł Jakutów”.
Jest autorem licznych kazań, notatek czynionych w czasie pracy misyjnej oraz artykułów historycznych i etnograficznych, publikowanych za życia w prasie cerkiewnej.

## Kanonizacja
Biskup Melecjusz (Jakimow) został kanonizowany w 1983. Należy do Soboru Świętych Syberyjskich oraz Soboru Świętych Riazańskich.
Według witryny eparchii riazańskiej i kasimowskiej w 1998 w soborze św. Michała Archanioła w Riazaniu odnaleziono jego nierozłożone relikwie, które w tym samym roku zostały przeniesione do monasteru Trójcy Świętej w Riazaniu.